# 安野貴博
安野 貴博（あんの たかひろ、1990年〈平成2年〉12月1日 -）は、日本のSF作家、起業家、AIエンジニア、政治家。参議院議員（1期）、チームみらい党首。
ボストン・コンサルティング・グループでの勤務を経て、株式会社BEDORE代表取締役、MNTSQ株式会社共同創業者、東京都政策連携団体の一つである一般財団法人GovTech東京のアドバイザー等を歴任している。
日本SF作家クラブ会員。
2025年、政治団体「チームみらい」の設立を発表。第27回参議院議員通常選挙では「チームみらい」から15人が立候補した。安野自身は全国比例区から当選した。
妻は編集者の黒岩里奈。

## 来歴

### 生い立ち
1990年、東京都文京区出身。開成中学校・高等学校卒業。東京大学工学部システム創成学科で松尾豊教授の研究室（松尾研）に所属。AIや機械学習を学ぶ。2014年、同学科を卒業。

### AIエンジニアとして

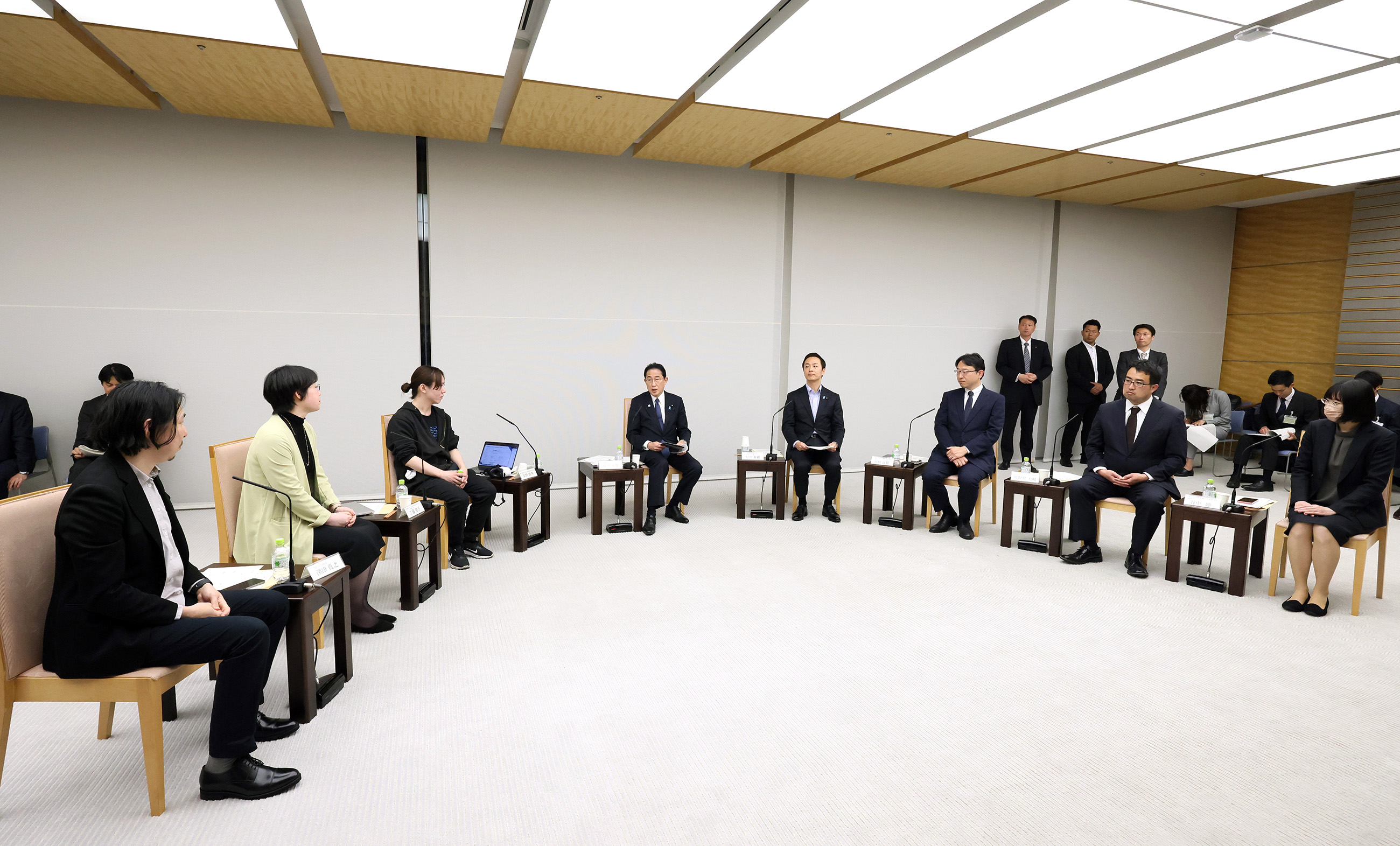
2023年5月9日、総理大臣官邸でのAIに関する次世代リーダーとの車座対話にて

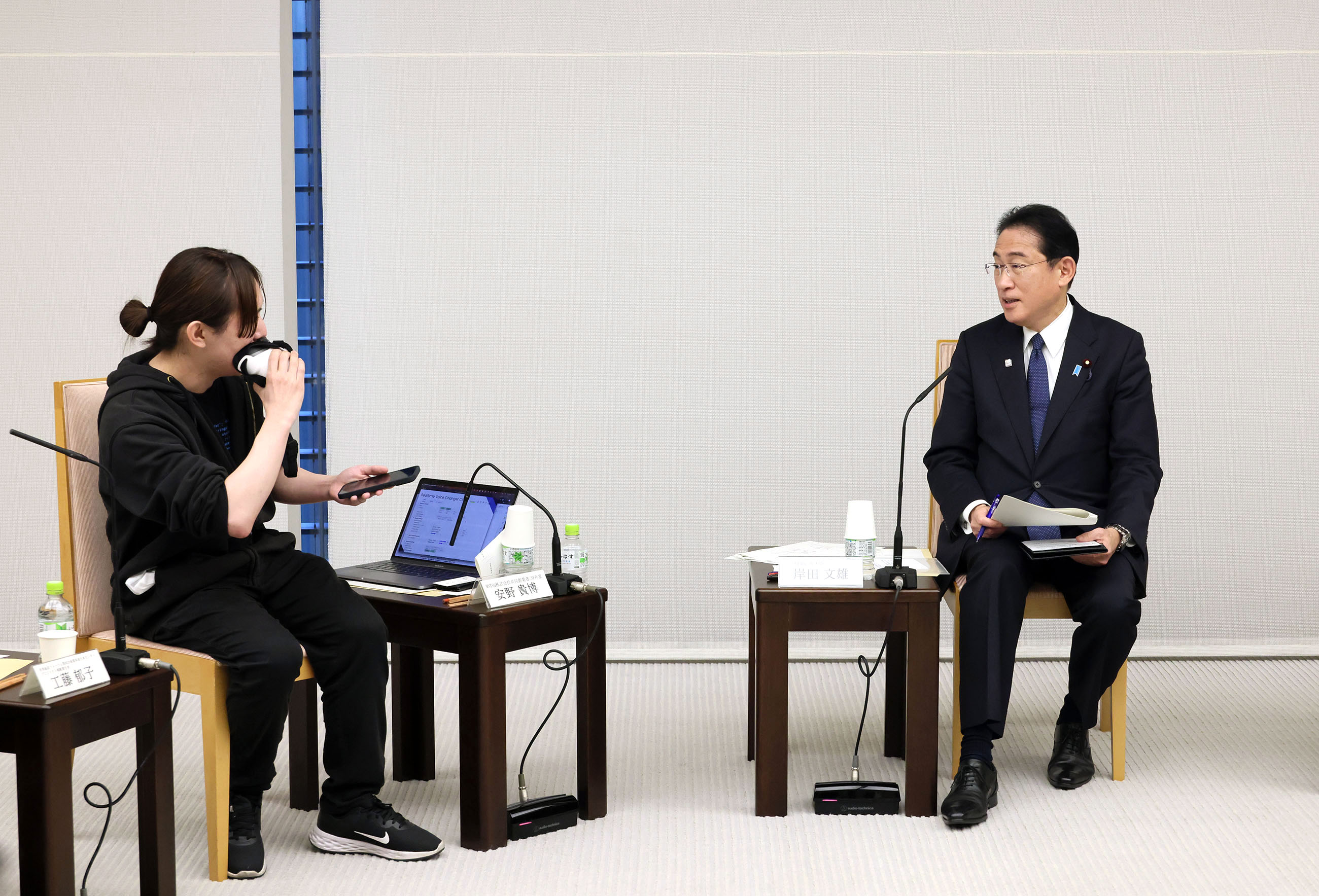
2023年5月9日、内閣総理大臣岸田文雄（右）に人工知能で生成した声真似を披露

2014年、ボストン・コンサルティング・グループ入社。
2015年、Pepperと人間によるお笑いコンビ「ペッパーズ」にプログラム担当として参加。M-1グランプリではロボットとしては史上初となる1回戦突破を果たす。2016年にもM-1グランプリに出場し、2年連続で1回戦突破。
2016年、2015年度未踏事業プロジェクト成果により未踏スーパークリエータに認定。担当プロジェクトマネージャーは石黒浩。
同年、株式会社PKSHA Technologyの自動対話領域の事業を分割する形で設立された子会社・株式会社BEDOREの代表取締役に就任。
2018年、リーガルテックのMNTSQ株式会社を共同創業。長島・大野・常松法律事務所や西村あさひ法律事務所の出資を受け、三菱商事や日立製作所にAIを活用した法務サービスを提供。売上高1兆円以上の国内企業の約5社に1社で利用されている。
2022年、テクノロジーを活用したアートのあり方を模索するため、英国ロイヤル・カレッジ・オブ・アートに入学、Graduate diploma (大学院準備コース。本コースではなく、日本では準修士号の呼称/イギリスでは学士に相当)を取得。
同年、デジタル庁のデジタル関係制度改革検討会 デジタル法制ワーキンググループ構成員に選出。
2023年、「アジアデジタルアートアワード福岡」インタラクティブアート部門大賞を受賞。同年、第2回AIアートグランプリ優秀賞を受賞。
同年5月9日、総理大臣官邸で開成高校の先輩でもある岸田文雄首相らと意見交換。生成AIを利用した岸田首相のリアルタイム声真似を披露し、「おお、すごい」と驚かれる。
2022年12月12日、NHK「クローズアップ現代」にSF作家・AIエンジニアとしてゲスト出演。
2024年11月13日付けで、東京都のデジタルトランスフォーメーションに取り組む政策連携団体である一般財団法人GovTech東京のアドバイザーに就任した。
2025年1月16日、AIなどのデジタル技術を政治に活用する実験プロジェクト「デジタル民主主義2030」を始めると発表した。
2025年2月14日、GovTech東京のアドバイザーの範囲をブロードリスニング分野から領域を広げ、AI活用全般に関するアドバイザーとなることが発表された。GovTech東京のアドバイザーは2025年の参院選前に任期満了となっている。

### 小説家として
2019年、『コンティニュアス・インテグレーション』で第6回星新一賞優秀賞を受賞。それまで小説を書いたことがなかったが、素粒子物理学者の大栗博司から「文学作品としてはグランプリのレベル」と評される。表彰式後に早川書房の編集者に声をかけられ、長編執筆に取り組む。 
2021年、自動運転をテーマにしたSF小説『サーキット・スイッチャー』で第9回ハヤカワSFコンテスト優秀賞を受賞。選考委員は東浩紀ら。2022年1月19日、早川書房より刊行され、小説家としてデビュー。小島秀夫がTwitterで「僕は5点満点！」と絶賛し、文庫化の際は推薦文を寄せた。
2022年5月22日、新川帆立、斜線堂有紀らと共に日本SF作家クラブ入会。

### 政治活動家として

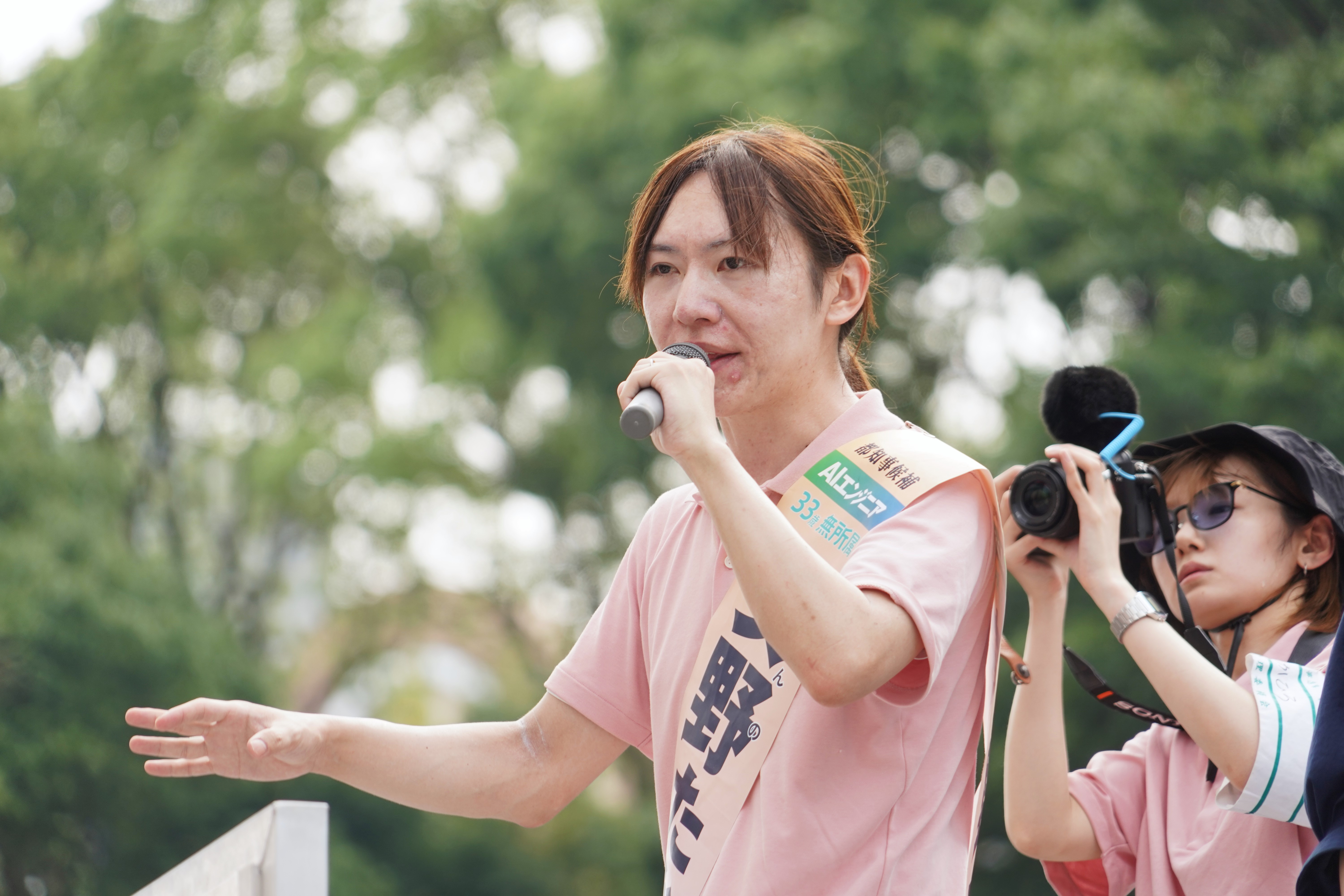
2024年7月6日、東京都知事選挙の街頭演説にて

2024年東京都知事選挙に出馬した。6月6日に記者会見を開き、出馬の意思を表明。7月7日の投開票で15万4,638票（速報値）を獲得。小池百合子、石丸伸二、蓮舫、田母神俊雄に次ぐ5位となる健闘を見せた。この得票数は、2014年の家入一真の8万8,936票を上回り、30代の立候補者としては史上最多。2012年のドクター・中松の12万9,406票を上回った。その一方、選挙期間中の報道量は少なく、事実上は泡沫候補扱いであった。

### 新党「チームみらい」結成

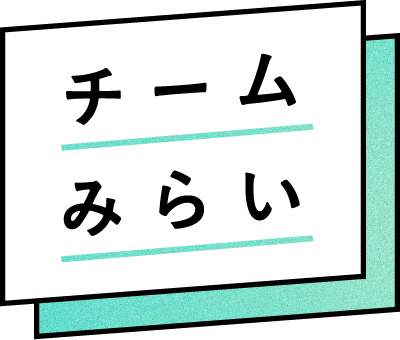
チームみらいのロゴ

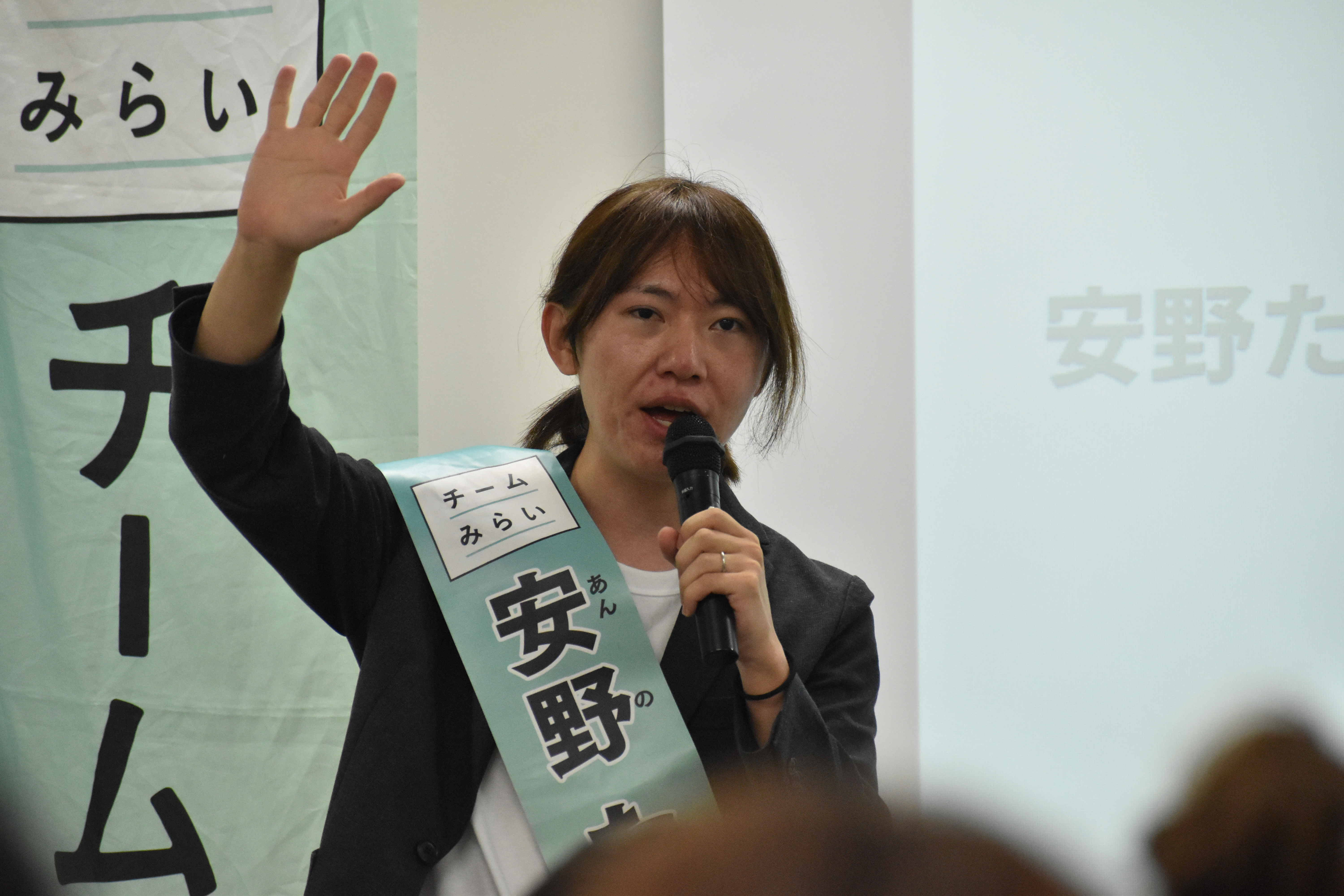
2025年7月13日、参議院議員選挙の演説会にて（ウインクあいち）

2025年5月8日、政治団体「チームみらい」の設立を発表した。第27回参議院議員通常選挙で選挙区と比例代表（安野自身を含む）あわせて15人が立候補した。候補者の平均年齢が35歳と若い政党であり、その多くが2024年東京都知事選挙の際に安野を支援するために集まったメンバーであった。
序盤の各社情勢調査では議席獲得の可能性なしとされていたが、7月17日のJNN中盤調査で議席獲得の可能性ありと報じられた。
7月20日の投開票の結果、比例区で安野が1議席を獲得し、チームみらいとして国会に初めての議席を得た。初の国政選挙挑戦で議席を獲得した。また、チームみらいは比例で得票率の2.6%を獲得し、公職選挙法上の政党要件を満たした。
この参院選で最年少当選者となったのは国民民主党の奥村祥大（31歳）で、34歳の安野は2番目に若い参議院議員となる。また、奥村、安野ら4人が初の平成生まれの参議院議員となった。
7月21日、DayDay.に生出演し、「（国会に）パソコン持ち込むのは、品位がないからダメらしいです。品位がないと」と明かすと、インターネット上では国会にパソコンやタブレットが持ち込めない現状が話題となった。7月22日、台湾の政治家で数位発展部初代部長を務めたオードリー・タンは参議院選挙に言及し、「AIエンジニアの安野貴博氏が当選したことに注目している」と話した。
7月25日、総務省で当選証書を受け取った。
7月29日、参議院議員としての任期が開始。同日、参議院は参院選を踏まえた新たな会派を発表。安野は無所属となった。8月1日、臨時国会（第218回国会）が召集され、初登院した。委員会は総務委員会所属となった。

## 物議・批判

### ぜんそく治療薬に関する発言と炎上
2025年6月17日、安野は、【OTCの話: 喘息治療薬の保険適用除外は適切か？】として、ぜんそく治療薬の保険適用について投稿した。「予防を全くしていないにも関わらず、発作を起こしたときにその場しのぎの薬をもらう方は保険で対応しない」とし、「公平性を保った医療費削減と、患者さんの健康を両立できる医療制度を提案」する、との提言をした。この投稿に対し、チームみらいの医療領域に関する知見不足や、命に関わるテーマに対する検討・発信の体制を不安視する声が殺到し、大きな批判を浴びた。
安野は6月25日に謝罪文を投稿し、「普段から予防的な行動をとっていない方は、医師の処方でも保険適用外（全額自己負担）という記載になっており、喘息患者さんやそのご家族をご不安にさせるものであったことを深く反省しております」「身体的、精神的、社会的背景など、様々な理由で受診が難しい方々に追加の負担を強いるような記述でした。そして、患者さんの受診行動の適切さをレセプトデータ等限られたデータから評価できるという考え自体も危ういものでした」「医師の処方を保険適用外にする意図はなく、改めて、チームみらいは保険診療における医師の処方は保険適用で行われるべきという前提を変えるものではない」とし、「少子高齢化の進行によって、必要な方に必要な医療を届けられなくなる可能性があります。社会保障費が増大し続ける中で、『誰も取り残さない日本』を現実的な負担配分の中でどう実現するか、私たちはこの厳しい現実に、今こそ真剣に向き合う必要があることは確かです」と述べた。

### ファクトチェックAIについて
安野が開発した「AIファクトチェッカー」は、公明党などが一部導入しているが、ファクトチェックの専門家は、世界的な団体の「国際ファクトチェックネットワーク」が定める「非党派性と公正性」などのファクトチェック原則から逸脱していると指摘している。専門家は、「第三者による検証が基本で、当事者が行うものはファクトチェックとは言わない」とし、権力を持つ政党が「ファクトチェック」ということ自体が言論弾圧や検閲につながり、その認識がないことに非常な問題があるとしている。これに対して、安野は「直接、言論弾圧につながるとは思っていない」としている。

## 人物
現在は髪を長髪にしているが、その理由については「いろいろな髪型を経験しておきたい」と語っている。過去には丸刈りにしていた事もあるという。また、長髪も「ずっと長髪にはしないと思います」と語っており、ヘアドネーションができる長さまでは伸ばしたいと語っている。
好きな作品に『HUNTER×HUNTER』、『新世紀エヴァンゲリオン』、『メタルギア』を挙げている。
竹中平蔵（経済学者）は、2025年の参院選後の内閣人事について、「チームみらいの安野貴博氏にデジタル大臣をお願いするという方法も模索するべきです」と提言した。

## 書籍

### ビジネス書
- 1%の革命（2025年2月6日 文藝春秋）

### 長編小説
- サーキット・スイッチャー（2022年1月19日 早川書房、2024年4月5日 ハヤカワ文庫JA）
- 松岡まどか、起業します AIスタートアップ戦記（2024年7月18日 早川書房）

### 短編小説
- コンティニュアス・インテグレーション（2019年 日本経済新聞社『日経「星新一賞」第六回受賞作品集』）
- フリーフォール（2022年 ハヤカワ文庫JA『2084年のSF』）
- 純粋人間芸術（2022年 早川書房『SFマガジン』2023年2月号）
- シークレット・プロンプト（2023年 ハヤカワ文庫JA『AIとSF』）
- ディープ・フェイカーズ（2023年 集英社『小説すばる』2023年6月号）

## 対談・記事
- 「AI法廷の模擬裁判」企画対談 安野貴博×竹田人造（早川書房『SFマガジン』2023年8月号）
- 音声生成AIを利用したディープフェイク攻撃から身を守る（ニュートンプレス Newton別冊『ChatGPT 徹底解説』2023年10月25日発行）
- スティーヴン・ウルフラム×安野貴博「AI、SF、そしてルリアド」（早川書房『SFマガジン』2023年12月号）
- 『攻殻機動隊 SAC_2045』劇場公開特集 「人間を超える知性」が現実になるとき（早川書房『SFマガジン』2023年12月号）
- 松尾豊×安野貴博対談（ハヤカワ新書『AIを生んだ100のSF』2024年4月24日刊行）
- SF作家はこう考える（社会評論社『創作世界の最前線をたずねて』日本SF作家クラブ編 2024年4月27日刊行）

## 出演
- めざまし8（2023年5月23日、フジテレビ）[65]
- ひるおび（2023年5月24日、TBS）
- サンデーモーニング（2023年5月28日、TBS）
- Nスタ（2023年5月29日、TBS）
- ワールドビジネスサテライト（2023年6月1日、テレビ東京）
- 日曜報道 THE PRIME（2023年6月4日、フジテレビ）
- モーニングショー（2023年6月6日、テレビ朝日）[66]
- 新世界 メタバースTV!!（2023年7月2日、テレビ朝日）[67]
- news zero（2023年7月28日、日本テレビ）
- 秋山と映画（2023年10月11日、テレビ朝日）[68]
- 発進!ミライクリエイター（2023年10月22日・11月12日、テレビ朝日）[69]
- クローズアップ現代（2023年12月12日、NHK）[70]
- 日テレNEWS NNN（2023年12月30日、日本テレビ）[71]
- あさイチ（2024年5月14日、NHK）
- news23（2024年7月9日、TBS）[39]
- DayDay.（2025年7月21日、日本テレビ）[52]
- ReHacQ−リハック−（2025年7月21日、YouTube）
- 教えて!ニュースライブ 正義のミカタ（2025年7月26日、テレビ朝日）
- サンデージャポン（2025年7月27日、TBS）

## 選挙歴
| 当落 | 選挙                     | 執行日         | 年齢 | 選挙区       | 政党         | 得票数     | 得票率 | 定数 | 得票順位 /候補者数 | 政党内比例順位 /政党当選者数 |
| ---- | ------------------------ | -------------- | ---- | ------------ | ------------ | ---------- | ------ | ---- | ------------------ | ---------------------------- |
| 落   | 2024年東京都知事選挙     | 2024年7月7日   | 33   | ーー         | 無所属       | 15万4638票 | 2.27%  | 1    | 5/56               | /                            |
| 当   | 第27回参議院議員通常選挙 | 2025年07月20日 | 34   | 参議院比例区 | チームみらい | 23万9349票 | ーー   | 50   | 1/3                | 1/1                          |